# Salol (Minnesota)
Salol im Enstrom Township in Minnesota ist ein Census-designated place in den Vereinigten Staaten.
Salol liegt zwischen Roseau und Warroad in Minnesota. Nordwestlich von Salol befindet sich der Enstrom WMA State Park. Südlich von Salol fließt der Hay Creek.

## Geschichte
Im Jahr 1907 wurde Salol von amerikanischen Siedlern gegründet. Der Name Salol bezieht sich auf das Medikament Salol.

## Infrastruktur
- First Lutheran Church of Salol
- Salol Post Office

Salol ist über den MN11, die County Road 13 und die 480th Avenue an das amerikanische Straßennetz angeschlossen. Der Ort besitzt keinen Eisenbahnanschluss. Der nächstgelegene Eisenbahnanschluss befindet sich in Roseau. Der nächstgelegene internationale Flughafen befindet sich in Winnipeg.